# 7840 Hendrika
7840 Hendrika este un asteroid din centura principală de asteroizi.

## Descriere
7840 Hendrika este un asteroid din centura principală de asteroizi. A fost descoperit pe 5 octombrie 1994 la Dominion Astrophysical Observatory de Christopher Aikman. Asteroidul prezintă o orbită caracterizată de o semiaxă mare de 2,28 ua, o excentricitate de 0,11 și o înclinație de 9,3° în raport cu ecliptica.